# 2024–2025-ös UEFA-bajnokok ligája (egyenes kieséses szakasz)
A 2024–2025-ös UEFA-bajnokok ligája egyenes kieséses szakasza 2025. február 11-én kezdődik és május 31-én ér véget. Az egyenes kieséses szakaszban az alapszakasz első 24 helyezettje vesz részt.

## Résztvevők
Az egyenes kieséses szakaszban az alapszakasz legjobb 24 csapata vesz részt. Az első 8 csapat kiemeltként a nyolcaddöntőbe jutott, a 9–24. helyezettek a rájátszásába jutottak.
| Hely. | Csapat             |
| ----- | ------------------ |
| 1.    | Liverpool          |
| 2.    | Barcelona          |
| 3.    | Arsenal            |
| 4.    | Internazionale     |
| 5.    | Atlético de Madrid |
| 6.    | Bayer Leverkusen   |
| 7.    | Lille              |
| 8.    | Aston Villa        |

| Hely. | Csapat              |
| ----- | ------------------- |
| 9.    | Atalanta            |
| 10.   | Borussia Dortmund   |
| 11.   | Real Madrid         |
| 12.   | Bayern München      |
| 13.   | Milan               |
| 14.   | PSV Eindhoven       |
| 15.   | Paris Saint-Germain |
| 16.   | Benfica             |

| Hely. | Csapat          |
| ----- | --------------- |
| 17.   | Monaco          |
| 18.   | Brest           |
| 19.   | Feyenoord       |
| 20.   | Juventus        |
| 21.   | Celtic          |
| 22.   | Manchester City |
| 23.   | Sporting CP     |
| 24.   | Club Brugge     |

## Formátum
A döntő kivételével mindegyik mérkőzés oda-visszavágós rendszerben zajlik. A két találkozó végén az összesítésben több gólt szerző csapat jut tovább a következő körbe. Ha az összesítésnél az eredmény döntetlen, akkor 30 perces hosszabbítást következik a második mérkőzés rendes játékidejének lejárta után. Ha a 2×15 perces hosszabbítás után is egyenlő az állás, akkor büntetőpárbajra kerül sor. A döntőben a győztesről egy mérkőzés dönt.

### A sorsolás menete
Az egyenes kieséses szakaszban azonos tagországba tartozó csapatok bármelyik fordulóban játszhatnak egymással, valamint olyan ellenfelekkel is találkozhatnak, akikkel az alapszakaszban játszottak.
Az egyes fordulók sorsolási elve a következő:
- A rájátszásának sorsolásán az alapszakasz 9–16. helyezettjei a kiemeltek, az alapszakasz 17–24. helyezettjei a nem kiemeltek. A sorsolást az előre meghatározott ágrajz alapján négy szakaszra osztják, és minden szakaszban a kiemelt csapatok a két lehetséges nem kiemelt ellenfél közül az egyik ellenféllel játszanak. A kiemelt csapatok játsszák pályaválasztóként a második mérkőzést.
- A nyolcaddöntő sorsolásán az alapszakasz 1–8. helyezettjei a kiemeltek, a rájátszásának győztesei a nem kiemeltek. A sorsolást az előre meghatározott ágrajz alapján négy szakaszra osztják, és minden szakaszban a kiemelt csapatok a két lehetséges nem kiemelt ellenfél közül az egyik ellenféllel játszanak. A kiemelt csapatok játsszák pályaválasztóként a második mérkőzést.
- A negyeddöntőben és az elődöntőben a párosítások az ágrajz alapján automatikusan kialakulnak. Sorsolással csak azt határozzák meg, hogy melyik csapat játssza pályaválasztóként az első mérkőzést. Sorsolással határozzák a döntő hivatalos pályaválasztóját is.

### Meghatározott ágrajz
Az egyenes kieséses szakasz ágrajzát előre meghatározott kiemelési elv szerint rögzítették, szimmetrikus mintázattal. A csapatok helyezését az alapszakaszbeli helyezése határozza meg, így biztosítva, hogy az előrébb végzett csapatok hátrább végzett ellenfelekkel találkozzanak a korábbi fordulókban.
- Rájátszás
  - I. párosítás: 9./10. helyezett – 23./24. helyezett
  - II. párosítás: 11./12. helyezett – 21./22. helyezett
  - III. párosítás: 13./14. helyezett – 19./20. helyezett
  - IV. párosítás: 15./16. helyezett – 17./18. helyezett
- Nyolcaddöntők
  - A párosítás: 1./2. helyezett – IV. mérkőzés győztese
  - B párosítás: 3./4. helyezett – III. mérkőzés győztese
  - C párosítás: 5./6. helyezett – II. mérkőzés győztese
  - D párosítás: 7./8. helyezett – I. mérkőzés győztese
- Negyeddöntők
  - 1. párosítás: A mérkőzés győztese – D mérkőzés győztese
  - 2. párosítás: B mérkőzés győztese – C mérkőzés győztese
- Elődöntők: 1. mérkőzés győztese – 2. mérkőzés győztese

## Naptár
A mérkőzések időpontjai a következők:
| Forduló                     | Sorsolás dátuma   | 1. mérkőzés                             | 2. mérkőzés                             |
| --------------------------- | ----------------- | --------------------------------------- | --------------------------------------- |
| Rájátszás a nyolcaddöntőért | 2025. január 31.  | 2025. február 11–12.                    | 2025. február 18–19.                    |
| Nyolcaddöntő                | 2025. február 21. | 2025. március 4–5.                      | 2025. március 11–12.                    |
| Negyeddöntők                | 2025. február 21. | 2025. április 8–9.                      | 2025. április 15–16.                    |
| Elődöntők                   | 2025. február 21. | 2025. április 29–30.                    | 2025. május 6–7.                        |
| Döntő                       | 2025. február 21. | 2025. május 31., Allianz Arena, München | 2025. május 31., Allianz Arena, München |

## Ágrajz
|  |                             |                             |                             |                             |                             |   |                     |                     |                  |                |                |               |   |                     |              |              |              |              |              |  |  |           |           |           |           |           |  |  |       |       |       |
|  | Rájátszás a nyolcaddöntőért | Rájátszás a nyolcaddöntőért | Rájátszás a nyolcaddöntőért | Rájátszás a nyolcaddöntőért | Rájátszás a nyolcaddöntőért |   |                     | Nyolcaddöntők       | Nyolcaddöntők    | Nyolcaddöntők  | Nyolcaddöntők  | Nyolcaddöntők |   |                     | Negyeddöntők | Negyeddöntők | Negyeddöntők | Negyeddöntők | Negyeddöntők |  |  | Elődöntők | Elődöntők | Elődöntők | Elődöntők | Elődöntők |  |  | Döntő | Döntő | Döntő |
|  | Rájátszás a nyolcaddöntőért | Rájátszás a nyolcaddöntőért | Rájátszás a nyolcaddöntőért | Rájátszás a nyolcaddöntőért | Rájátszás a nyolcaddöntőért |   |                     | Nyolcaddöntők       | Nyolcaddöntők    | Nyolcaddöntők  | Nyolcaddöntők  | Nyolcaddöntők |   |                     | Negyeddöntők | Negyeddöntők | Negyeddöntők | Negyeddöntők | Negyeddöntők |  |  | Elődöntők | Elődöntők | Elődöntők | Elődöntők | Elődöntők |  |  | Döntő | Döntő | Döntő |
|  |                             |                             |                             |                             |                             |   |                     |                     |                  |                |                |               |   |                     |              |              |              |              |              |  |  |           |           |           |           |           |  |  |       |       |       |
|  |                             |                             |                             |                             |                             |   |                     |                     |                  |                |                |               |   |                     |              |              |              |              |              |  |  |           |           |           |           |           |  |  |       |       |       |
|  | 20                          | Juventus                    | 2                           | 1                           | 3                           |   |                     |                     |                  |                |                |               |   |                     |              |              |              |              |              |  |  |           |           |           |           |           |  |  |       |       |       |
|  | 20                          | Juventus                    | 2                           | 1                           | 3                           |   |                     |                     |                  |                |                |               |   |                     |              |              |              |              |              |  |  |           |           |           |           |           |  |  |       |       |       |
|  | 14                          | PSV Eindhoven               | 1                           | 3                           | 4                           |   |                     | 14                  | PSV Eindhoven    | 1              | 2              | 3             |   |                     |              |              |              |              |              |  |  |           |           |           |           |           |  |  |       |       |       |
|  | 14                          | PSV Eindhoven               | 1                           | 3                           | 4                           |   |                     | 14                  | PSV Eindhoven    | 1              | 2              | 3             |   |                     |              |              |              |              |              |  |  |           |           |           |           |           |  |  |       |       |       |
|  |                             |                             |                             |                             |                             |   |                     | 3                   | Arsenal          | 7              | 2              | 9             |   |                     |              |              |              |              |              |  |  |           |           |           |           |           |  |  |       |       |       |
|  |                             |                             | Arsenal                     | Arsenal                     | 3                           | 2 | 5                   | 3                   | Arsenal          | 7              | 2              | 9             |   |                     |              |              |              |              |              |  |  |           |           |           |           |           |  |  |       |       |       |
|  | 22                          | Manchester City             | Arsenal                     | Arsenal                     | 3                           | 2 | 5                   | 2                   | 1                | 3              |                |               |   |                     |              |              |              |              |              |  |  |           |           |           |           |           |  |  |       |       |       |
|  | 22                          | Manchester City             |                             |                             |                             |   | Real Madrid         | Real Madrid         | 1                | 3              | 0              | 1             | 1 |                     |              |              |              |              |              |  |  |           |           |           |           |           |  |  |       |       |       |
|  | 11                          | Real Madrid                 | 3                           | 3                           | 6                           |   | Real Madrid         | Real Madrid         |                  | 11             | 0              | 1             | 1 | Real Madrid         | 2            | 0            | 1 (4)        |              |              |  |  |           |           |           |           |           |  |  |       |       |       |
|  | 11                          | Real Madrid                 | 3                           | 3                           | 6                           |   |                     |                     |                  | 11             |                |               |   |                     |              | 0            | 1 (4)        |              |              |  |  |           |           |           |           |           |  |  |       |       |       |
|  |                             |                             |                             |                             |                             |   |                     | 5                   | Atlético Madrid  | 1              | 1              | 1 (2)         |   |                     |              |              |              |              |              |  |  |           |           |           |           |           |  |  |       |       |       |
|  |                             |                             | Arsenal                     | Arsenal                     | 0                           | 1 | 1                   | 5                   | Atlético Madrid  | 1              | 1              | 1 (2)         |   |                     |              |              |              |              |              |  |  |           |           |           |           |           |  |  |       |       |       |
|  | 18                          | Brest                       | Arsenal                     | Arsenal                     | 0                           | 1 | 1                   | 0                   | 0                | 0              |                |               |   |                     |              |              |              |              |              |  |  |           |           |           |           |           |  |  |       |       |       |
|  | 18                          | Brest                       |                             |                             |                             |   | Paris Saint-Germain | Paris Saint-Germain | 0                | 0              | 1              | 2             | 3 |                     |              |              |              |              |              |  |  |           |           |           |           |           |  |  |       |       |       |
|  | 15                          | Paris Saint-Germain         | 3                           | 7                           | 10                          |   | Paris Saint-Germain | Paris Saint-Germain |                  | 15             | 1              | 2             | 3 | Paris Saint-Germain | 0            | 1            | 1 (4)        |              |              |  |  |           |           |           |           |           |  |  |       |       |       |
|  | 15                          | Paris Saint-Germain         | 3                           | 7                           | 10                          |   |                     |                     |                  | 15             |                |               |   |                     |              | 1            | 1 (4)        |              |              |  |  |           |           |           |           |           |  |  |       |       |       |
|  |                             |                             |                             |                             |                             |   |                     | 1                   | Liverpool        | 1              | 0              | 1 (1)         |   |                     |              |              |              |              |              |  |  |           |           |           |           |           |  |  |       |       |       |
|  |                             |                             | Paris Saint-Germain         | Paris Saint-Germain         | 3                           | 2 | 5                   | 1                   | Liverpool        | 1              | 0              | 1 (1)         |   |                     |              |              |              |              |              |  |  |           |           |           |           |           |  |  |       |       |       |
|  | 24                          | Club Brugge                 | Paris Saint-Germain         | Paris Saint-Germain         | 3                           | 2 | 5                   | 2                   | 3                | 5              |                |               |   |                     |              |              |              |              |              |  |  |           |           |           |           |           |  |  |       |       |       |
|  | 24                          | Club Brugge                 |                             |                             |                             |   | Aston Villa         | Aston Villa         | 3                | 5              | 1              | 3             | 4 |                     |              |              |              |              |              |  |  |           |           |           |           |           |  |  |       |       |       |
|  | 9                           | Atalanta                    | 1                           | 1                           | 2                           |   | Aston Villa         | Aston Villa         |                  | 24             | 1              | 3             | 4 | Club Brugge         | 1            | 0            | 1            |              |              |  |  |           |           |           |           |           |  |  |       |       |       |
|  | 9                           | Atalanta                    | 1                           | 1                           | 2                           |   |                     |                     |                  | 24             |                |               |   |                     |              | 0            | 1            |              |              |  |  |           |           |           |           |           |  |  |       |       |       |
|  |                             |                             |                             |                             |                             |   |                     | 8                   | Aston Villa      | 3              | 3              | 6             |   |                     |              |              |              |              |              |  |  |           |           |           |           |           |  |  |       |       |       |
|  |                             |                             | Paris Saint-Germain         | Paris Saint-Germain         | 5                           |   |                     | 8                   | Aston Villa      | 3              | 3              | 6             |   |                     |              |              |              |              |              |  |  |           |           |           |           |           |  |  |       |       |       |
|  | 17                          | Monaco                      | Paris Saint-Germain         | Paris Saint-Germain         | 5                           | 0 | 3                   | 3                   |                  |                |                |               |   |                     |              |              |              |              |              |  |  |           |           |           |           |           |  |  |       |       |       |
|  | 17                          | Monaco                      |                             |                             |                             | 0 | 3                   | 3                   |                  | Internazionale | Internazionale | 0             |   |                     |              |              |              |              |              |  |  |           |           |           |           |           |  |  |       |       |       |
|  | 16                          | Benfica                     | 1                           | 3                           | 4                           |   |                     | 16                  | Benfica          | Internazionale | Internazionale | 0             | 0 | 1                   | 1            |              |              |              |              |  |  |           |           |           |           |           |  |  |       |       |       |
|  | 16                          | Benfica                     | 1                           | 3                           | 4                           |   |                     | 16                  | Benfica          |                |                |               |   |                     |              |              |              |              |              |  |  |           |           |           |           |           |  |  |       |       |       |
|  |                             |                             |                             |                             |                             |   |                     | 2                   | Barcelona        | 1              | 3              | 4             |   |                     |              |              |              |              |              |  |  |           |           |           |           |           |  |  |       |       |       |
|  |                             |                             | Barcelona                   | Barcelona                   | 4                           | 1 | 5                   | 2                   | Barcelona        | 1              | 3              | 4             |   |                     |              |              |              |              |              |  |  |           |           |           |           |           |  |  |       |       |       |
|  | 23                          | Sporting CP                 | Barcelona                   | Barcelona                   | 4                           | 1 | 5                   | 0                   | 0                | 0              |                |               |   |                     |              |              |              |              |              |  |  |           |           |           |           |           |  |  |       |       |       |
|  | 23                          | Sporting CP                 |                             |                             |                             |   | Borussia Dortmund   | Borussia Dortmund   | 0                | 0              | 0              | 3             | 3 |                     |              |              |              |              |              |  |  |           |           |           |           |           |  |  |       |       |       |
|  | 10                          | Borussia Dortmund           | 3                           | 0                           | 3                           |   | Borussia Dortmund   | Borussia Dortmund   |                  | 10             | 0              | 3             | 3 | Borussia Dortmund   | 1            | 2            | 3            |              |              |  |  |           |           |           |           |           |  |  |       |       |       |
|  | 10                          | Borussia Dortmund           | 3                           | 0                           | 3                           |   |                     |                     |                  | 10             |                |               |   |                     |              | 2            | 3            |              |              |  |  |           |           |           |           |           |  |  |       |       |       |
|  |                             |                             |                             |                             |                             |   |                     | 7                   | Lille            | 1              | 1              | 2             |   |                     |              |              |              |              |              |  |  |           |           |           |           |           |  |  |       |       |       |
|  |                             |                             | Barcelona                   | Barcelona                   | 3                           | 3 | 6                   | 7                   | Lille            | 1              | 1              | 2             |   |                     |              |              |              |              |              |  |  |           |           |           |           |           |  |  |       |       |       |
|  | 21                          | Celtic                      | Barcelona                   | Barcelona                   | 3                           | 3 | 6                   | 1                   | 1                | 2              |                |               |   |                     |              |              |              |              |              |  |  |           |           |           |           |           |  |  |       |       |       |
|  | 21                          | Celtic                      |                             |                             |                             |   | Internazionale      | Internazionale      | 1                | 2              | 3              | 4             | 7 |                     |              |              |              |              |              |  |  |           |           |           |           |           |  |  |       |       |       |
|  | 12                          | Bayern München              | 2                           | 1                           | 3                           |   | Internazionale      | Internazionale      |                  | 12             | 3              | 4             | 7 | Bayern München      | 3            | 2            | 5            |              |              |  |  |           |           |           |           |           |  |  |       |       |       |
|  | 12                          | Bayern München              | 2                           | 1                           | 3                           |   |                     |                     |                  | 12             |                |               |   |                     |              | 2            | 5            |              |              |  |  |           |           |           |           |           |  |  |       |       |       |
|  |                             |                             |                             |                             |                             |   |                     | 6                   | Bayer Leverkusen | 0              | 0              | 0             |   |                     |              |              |              |              |              |  |  |           |           |           |           |           |  |  |       |       |       |
|  |                             |                             | Bayern München              | Bayern München              | 1                           | 2 | 3                   | 6                   | Bayer Leverkusen | 0              | 0              | 0             |   |                     |              |              |              |              |              |  |  |           |           |           |           |           |  |  |       |       |       |
|  | 19                          | Feyenoord                   | Bayern München              | Bayern München              | 1                           | 2 | 3                   | 1                   | 1                | 2              |                |               |   |                     |              |              |              |              |              |  |  |           |           |           |           |           |  |  |       |       |       |
|  | 19                          | Feyenoord                   |                             |                             |                             |   | Internazionale      | Internazionale      | 1                | 2              | 2              | 2             | 4 |                     |              |              |              |              |              |  |  |           |           |           |           |           |  |  |       |       |       |
|  | 13                          | Milan                       | 0                           | 1                           | 1                           |   | Internazionale      | Internazionale      |                  | 19             | 2              | 2             | 4 | Feyenoord           | 0            | 1            | 1            |              |              |  |  |           |           |           |           |           |  |  |       |       |       |
|  | 13                          | Milan                       | 0                           | 1                           | 1                           |   |                     |                     |                  | 19             |                |               |   |                     |              | 1            | 1            |              |              |  |  |           |           |           |           |           |  |  |       |       |       |
|  |                             |                             |                             |                             |                             |   |                     | 4                   | Internazionale   | 2              | 2              | 4             |   |                     |              |              |              |              |              |  |  |           |           |           |           |           |  |  |       |       |       |
|  |                             |                             |                             |                             |                             |   |                     | 4                   | Internazionale   | 2              | 2              | 4             |   |                     |              |              |              |              |              |  |  |           |           |           |           |           |  |  |       |       |       |

## Rájátszás
A rájátszás sorsolását 2025. január 31-én tartották. Az első mérkőzéseit 2025. február 11-én és 12-én, a második mérkőzéseket február 18-án és 19-én játszották.

### Kiemelés
| 9–10. / 23–24.                   | 9–10. / 23–24.              | 11–12. / 21–22.                | 11–12. / 21–22.            |
| Kiemelt                          | Nem kiemelt                 | Kiemelt                        | Nem kiemelt                |
| -------------------------------- | --------------------------- | ------------------------------ | -------------------------- |
| - Atalanta]] - Borussia Dortmund | - Sporting CP - Club Brugge | - Real Madrid - Bayern München | - Celtic - Manchester City |

| 13–14. / 19–20.         | 13–14. / 19–20.        | 15–16. / 17–18.                 | 15–16. / 17–18.  |
| Kiemelt                 | Nem kiemelt            | Kiemelt                         | Nem kiemelt      |
| ----------------------- | ---------------------- | ------------------------------- | ---------------- |
| - Milan - PSV Eindhoven | - Feyenoord - Juventus | - Paris Saint-Germain - Benfica | - Monaco - Brest |

### Párosítások
| 1. csapat       | Össz.Tooltip Aggregate score | 2. csapat           | 1. mérk. | 2. mérk.   |
| --------------- | ---------------------------- | ------------------- | -------- | ---------- |
| Brest           | 0–10                         | Paris Saint-Germain | 0–3      | 0–7        |
| Club Brugge     | 5–2                          | Atalanta            | 2–1      | 3–1        |
| Manchester City | 3–6                          | Real Madrid         | 2–3      | 1–3        |
| Juventus        | 3–4                          | PSV Eindhoven       | 2–1      | 1–3 (h.u.) |
| Monaco          | 3–4                          | Benfica             | 0–1      | 3–3        |
| Sporting CP     | 0–3                          | Borussia Dortmund   | 0–3      | 0–0        |
| Celtic          | 2–3                          | Bayern München      | 1–2      | 1–1        |
| Feyenoord       | 2–1                          | Milan               | 1–0      | 1–1        |

### Mérkőzések
| 2025. február 11. 18:45 |

| Brest | 0–3               | Paris Saint-Germain                    |
| ----- | ----------------- | -------------------------------------- |
|       | (0–2) Jegyzőkönyv | Vitinha 21' (11-esből) Dembélé 45' 66' |

| Stade de Roudourou, Guingamp Nézőszám: 15 831 Játékvezető: Irfan Peljto (bosznia-hercegovinai) |

| 2025. február 19. 21:00 |

| Paris Saint-Germain                                                              | 7–0               | Brest |
| -------------------------------------------------------------------------------- | ----------------- | ----- |
| Barcola 20' Kvarachelia 39' Vitinha 59' Doué 64' Mendes 69' Ramos 76' Mayulu 86' | (2–0) Jegyzőkönyv |       |

| Parc des Princes, Párizs Nézőszám: 47 211 Játékvezető: Michael Oliver (angol) |

| 2025. február 12. 18:45 |

| Club Brugge                         | 2–1               | Atalanta    |
| ----------------------------------- | ----------------- | ----------- |
| Jutglà 15' Nilsson 90+4' (11-esből) | (1–1) Jegyzőkönyv | Pašalić 41' |

| Jan Breydel Stadion, Brugge Nézőszám: 24 242 Játékvezető: Halil Umut Meler (török) |

| 2025. február 18. 21:00 |

| Atalanta    | 1–3               | Club Brugge               |
| ----------- | ----------------- | ------------------------- |
| Lookman 46' | (0–3) Jegyzőkönyv | Talbi 3' 27' Jutglà 45+3' |

| Atleti Azzurri d’Italia Stadion, Bergamo Nézőszám: 21 727 Játékvezető: Felix Zwayer (német) |

| 2025. február 11. 21:00 (20:00 UTC+0) |

| Manchester City            | 2–3               | Real Madrid                            |
| -------------------------- | ----------------- | -------------------------------------- |
| Haaland 19' 80' (11-esből) | (1–0) Jegyzőkönyv | Mbappé 60' Brahim 86' Bellingham 90+2' |

| City of Manchester Stadion, Manchester Nézőszám: 52 081 Játékvezető: Clément Turpin (francia) |

| 2025. február 19. 21:00 |

| Real Madrid       | 3–1               | Manchester City |
| ----------------- | ----------------- | --------------- |
| Mbappé 4' 33' 61' | (2–0) Jegyzőkönyv | González 90+2'  |

| Santiago Bernabéu, Madrid Nézőszám: 77 023 Játékvezető: Kovács István (román) |

| 2025. február 11. 21:00 |

| Juventus                  | 2–1               | PSV Eindhoven |
| ------------------------- | ----------------- | ------------- |
| McKennie 34' Mbangula 82' | (1–0) Jegyzőkönyv | Perišić 56'   |

| Juventus Stadion, Torino Nézőszám: 39 886 Játékvezető: Daniel Siebert (német) |

| 2025. február 19. 21:00 |

| PSV Eindhoven                        | 3–1 (h. u.)                 | Juventus |
| ------------------------------------ | --------------------------- | -------- |
| Perišić 53' Saibari 74' Flamingo 98' | (0–0, 2–1, 3–1) Jegyzőkönyv | Weah 63' |

| Philips Stadion, Eindhoven Nézőszám: 35 000 Játékvezető: Slavko Vinčić (szlovén) |

| 2025. február 12. 21:00 |

| Monaco | 0–1               | Benfica      |
| ------ | ----------------- | ------------ |
|        | (0–0) Jegyzőkönyv | Pavlidis 48' |

| II. Lajos Stadion, Monaco Nézőszám: 12 159 Játékvezető: Maurizio Mariani (olasz) |

| 2025. február 18. 21:00 (20:00 UTC+0) |

| Benfica                                          | 3–3               | Monaco                                     |
| ------------------------------------------------ | ----------------- | ------------------------------------------ |
| Aktürkoğlu 22' Pavlidis 76' (11-esből) Kökçü 84' | (1–1) Jegyzőkönyv | Minamino 32' Ben Seghir 51' Ilenikhena 81' |

| Estádio da Luz, Lisszabon Nézőszám: 60 776 Játékvezető: Glenn Nyberg (svéd) |

| 2025. február 11. 21:00 (20:00 UTC+0) |

| Sporting CP | 0–3               | Borussia Dortmund                 |
| ----------- | ----------------- | --------------------------------- |
|             | (0–0) Jegyzőkönyv | Guirassy 60' Groß 68' Adeyemi 82' |

| Estádio José Alvalade, Lisszabon Nézőszám: 41 543 Játékvezető: Espen Eskås (norvég) |

| 2025. február 19. 18:45 |

| Borussia Dortmund | 0–0         | Sporting CP |
| ----------------- | ----------- | ----------- |
|                   | Jegyzőkönyv |             |

| Signal Iduna Park, Dortmund Nézőszám: 80 300 Játékvezető: Davide Massa (olasz) |

| 2025. február 12. 21:00 (20:00 UTC+0) |

| Celtic    | 1–2               | Bayern München     |
| --------- | ----------------- | ------------------ |
| Maeda 79' | (0–1) Jegyzőkönyv | Olise 45' Kane 49' |

| Celtic Park, Glasgow Nézőszám: 57 406 Játékvezető: Jesús Gil Manzano (spanyol) |

| 2025. február 18. 21:00 |

| Bayern München | 1–1               | Celtic   |
| -------------- | ----------------- | -------- |
| Davies 90+4'   | (0–0) Jegyzőkönyv | Kühn 63' |

| Allianz Arena, München Nézőszám: 75 000 Játékvezető: Benoît Bastien (francia) |

| 2025. február 12. 21:00 |

| Feyenoord | 1–0               | Milan |
| --------- | ----------------- | ----- |
| Paixão 3' | (1–0) Jegyzőkönyv |       |

| Feijenoord Stadion, Rotterdam Nézőszám: 45 000 Játékvezető: José María Sánchez Martínez (spanyol) |

| 2025. február 18. 18:45 |

| Milan      | 1–1               | Feyenoord    |
| ---------- | ----------------- | ------------ |
| Giménez 1' | (1–0) Jegyzőkönyv | Carranza 73' |

| San Siro, Milánó Nézőszám: 54 749 Játékvezető: Szymon Marciniak (lengyel) |

## Nyolcaddöntők
A sorsolást 2025. február 21-én tartották. Az első mérkőzéseit 2025. március 4-én és 5-én, a második mérkőzéseket március 11-én és 12-én játszották.

### Párosítások
| 1. csapat           | Össz.Tooltip Aggregate score | 2. csapat        | 1. mérk. | 2. mérk.   |
| ------------------- | ---------------------------- | ---------------- | -------- | ---------- |
| Paris Saint-Germain | 1–1 (t. 4–1)                 | Liverpool        | 0–1      | 1–0 (h.u.) |
| Club Brugge         | 1–6                          | Aston Villa      | 1–3      | 0–3        |
| Real Madrid         | 2–2 (t. 4–2)                 | Atlético Madrid  | 2–1      | 0–1 (h.u.) |
| PSV Eindhoven       | 3–9                          | Arsenal          | 1–7      | 2–2        |
| Benfica             | 1–4                          | Barcelona        | 0–1      | 1–3        |
| Borussia Dortmund   | 3–2                          | Lille            | 1–1      | 3–2        |
| Bayern München      | 5–0                          | Bayer Leverkusen | 3–0      | 2–0        |
| Feyenoord           | 1–4                          | Internazionale   | 0–2      | 1–2        |

### Mérkőzések
| 2025. március 5. 21:00 |

| Paris Saint-Germain | 0–1               | Liverpool   |
| ------------------- | ----------------- | ----------- |
|                     | (0–0) Jegyzőkönyv | Elliott 87' |

| Parc des Princes, Párizs Nézőszám: 47 511 Játékvezető: Davide Massa (olasz) |

| 2025. március 11. 21:00 (20:00 UTC+0) |

| Liverpool          | 0–1 (h. u.)                 | Paris Saint-Germain        |
| ------------------ | --------------------------- | -------------------------- |
|                    | (0–1, 0–1, 0–1) Jegyzőkönyv | Dembélé 12'                |
| Büntetőpárbaj      |                             |                            |
| Szaláh Núñez Jones | 1–4                         | Vitinha Ramos Dembélé Doué |

| Anfield, Liverpool Nézőszám: 59 765 Játékvezető: Kovács István (román) |

| 2025. március 4. 18:45 |

| Club Brugge   | 1–3               | Aston Villa                                          |
| ------------- | ----------------- | ---------------------------------------------------- |
| De Cuyper 12' | (1–1) Jegyzőkönyv | Bailey 3' Mechele 82' (öngól) Asensio 88' (11-esből) |

| Jan Breydel Stadion, Brugge Nézőszám: 26 890 Játékvezető: João Pinheiro (portugál) |

| 2025. március 12. 21:00 (20:00 UTC+0) |

| Aston Villa                 | 3–0               | Club Brugge |
| --------------------------- | ----------------- | ----------- |
| Asensio 50' 61' Maatsen 57' | (0–0) Jegyzőkönyv |             |

| Villa Park, Birmingham Nézőszám: 42 461 Játékvezető: Daniel Siebert (német) |

| 2025. március 4. 21:00 |

| Real Madrid           | 2–1               | Atlético Madrid |
| --------------------- | ----------------- | --------------- |
| Rodrygo 4' Brahim 55' | (1–1) Jegyzőkönyv | Álvarez 32'     |

| Santiago Bernabéu, Madrid Nézőszám: 77 261 Játékvezető: Clément Turpin (francia) |

| 2025. március 12. 21:00 |

| Atlético Madrid                 | 1–0 (h. u.)                 | Real Madrid                                |
| ------------------------------- | --------------------------- | ------------------------------------------ |
| Gallagher 1'                    | (1–0, 1–0, 1–0) Jegyzőkönyv |                                            |
| Büntetőpárbaj                   |                             |                                            |
| Sørloth Álvarez Correa Llorente | 2–4                         | Mbappé Bellingham Valverde Vázquez Rüdiger |

| Metropolitano Stadion, Madrid Nézőszám: 69 304 Játékvezető: Szymon Marciniak (lengyel) |

| 2025. március 4. 21:00 |

| PSV Eindhoven       | 1–7               | Arsenal                                                                       |
| ------------------- | ----------------- | ----------------------------------------------------------------------------- |
| Lang 43' (11-esből) | (1–3) Jegyzőkönyv | Timber 18' Nwaneri 21' Merino 31' Ødegaard 47' 73' Trossard 48' Calafiori 85' |

| Philips Stadion, Eindhoven Nézőszám: 34 400 Játékvezető: Jesús Gil Manzano (spanyol) |

| 2025. március 12. 21:00 (20:00 UTC+0) |

| Arsenal               | 2–2               | PSV Eindhoven            |
| --------------------- | ----------------- | ------------------------ |
| Zincsenko 6' Rice 37' | (2–1) Jegyzőkönyv | Perišić 18' Driouech 70' |

| Emirates Stadion, London Nézőszám: 59 410 Játékvezető: Rade Obrenovič (szlovén) |

| 2025. március 5. 21:00 (20:00 UTC+0) |

| Benfica | 0–1               | Barcelona    |
| ------- | ----------------- | ------------ |
|         | (0–0) Jegyzőkönyv | Raphinha 61' |

| Estádio da Luz, Lisszabon Nézőszám: 62 437 Játékvezető: Felix Zwayer (német) |

| 2025. március 11. 18:45 |

| Barcelona                  | 3–1               | Benfica      |
| -------------------------- | ----------------- | ------------ |
| Raphinha 11' 42' Yamal 27' | (3–1) Jegyzőkönyv | Otamendi 13' |

| Estadi Olímpic Lluís Companys, Barcelona Nézőszám: 47 111 Játékvezető: François Letexier (francia) |

| 2025. március 4. 21:00 |

| Borussia Dortmund | 1–1               | Lille          |
| ----------------- | ----------------- | -------------- |
| Adeyemi 22'       | (1–0) Jegyzőkönyv | Haraldsson 68' |

| Signal Iduna Park, Dortmund Nézőszám: 81 365 Játékvezető: José María Sánchez Martínez (spanyol) |

| 2025. március 12. 18:45 |

| Lille    | 1–2               | Borussia Dortmund            |
| -------- | ----------------- | ---------------------------- |
| David 5' | (1–0) Jegyzőkönyv | Can 54' (11-esből) Beier 65' |

| Stadium Lille-Metropole, Villeneuve-d'Ascq Nézőszám: 48 042 Játékvezető: Sandro Schärer (svájci) |

| 2025. március 5. 21:00 |

| Bayern München                     | 3–0               | Bayer Leverkusen |
| ---------------------------------- | ----------------- | ---------------- |
| Kane 9' 75' (11-esből) Musiala 54' | (1–0) Jegyzőkönyv |                  |

| Allianz Arena, München Nézőszám: 75 000 Játékvezető: Michael Oliver (angol) |

| 2025. március 11. 21:00 |

| Bayer Leverkusen | 0–2               | Bayern München      |
| ---------------- | ----------------- | ------------------- |
|                  | (0–0) Jegyzőkönyv | Kane 52' Davies 71' |

| BayArena, Leverkusen Nézőszám: 30 210 Játékvezető: Slavko Vinčić (szlovén) |

| 2025. március 5. 18:45 |

| Feyenoord | 0–2               | Internazionale             |
| --------- | ----------------- | -------------------------- |
|           | (0–1) Jegyzőkönyv | Thuram 38' L. Martínez 50' |

| De Kuip, Rotterdam Nézőszám: 43 789 Játékvezető: Espen Eskås (norvég) |

| 2025. március 11. 21:00 |

| Internazionale                      | 2–1               | Feyenoord            |
| ----------------------------------- | ----------------- | -------------------- |
| Thuram 8' Çalhanoğlu 51' (11-esből) | (1–1) Jegyzőkönyv | Moder 42' (11-esből) |

| San Siro, Milánó Nézőszám: 55 536 Játékvezető: Ivan Kružliak (szlovák) |

## Negyeddöntők
A negyeddöntő első mérkőzéseit 2025. április 8-án és 9-én, a második mérkőzéseket április 15-én és 16-án játszották.

### Párosítások
| 1. csapat           | Össz.Tooltip Aggregate score | 2. csapat         | 1. mérk. | 2. mérk. |
| ------------------- | ---------------------------- | ----------------- | -------- | -------- |
| Paris Saint-Germain | 5–4                          | Aston Villa       | 3–1      | 2–3      |
| Arsenal             | 5–1                          | Real Madrid       | 3–0      | 2–1      |
| Barcelona           | 5–3                          | Borussia Dortmund | 4–0      | 1–3      |
| Bayern München      | 3–4                          | Internazionale    | 1–2      | 2–2      |

### Mérkőzések
| 2025. április 9. 21:00 |

| Paris Saint-Germain                   | 3–1               | Aston Villa |
| ------------------------------------- | ----------------- | ----------- |
| Doué 39' Kvarachelia 49' Mendes 90+2' | (1–1) Jegyzőkönyv | Rogers 35'  |

| Parc des Princes, Párizs Nézőszám: 47 681 Játékvezető: Maurizio Mariani (olasz) |

| 2025. április 15. 21:00 (20:00 UTC+1) |

| Aston Villa                        | 3–2               | Paris Saint-Germain   |
| ---------------------------------- | ----------------- | --------------------- |
| Tielemans 34' McGinn 55' Konsa 57' | (1–2) Jegyzőkönyv | Hakimi 11' Mendes 27' |

| Villa Park, Birmingham Játékvezető: José María Sánchez Martínez (spanyol) |

| 2025. április 8. 21:00 (20:00 UTC+1) |

| Arsenal                 | 3–0               | Real Madrid |
| ----------------------- | ----------------- | ----------- |
| Rice 58' 70' Merino 75' | (0–0) Jegyzőkönyv |             |

| Emirates Stadion, London Nézőszám: 60 110 Játékvezető: Irfan Peljto (bosznia-hercegovinai) |

| 2025. április 16. 21:00 |

| Real Madrid  | 1–2               | Arsenal                   |
| ------------ | ----------------- | ------------------------- |
| Vinícius 67' | (0–0) Jegyzőkönyv | Saka 65' Martinelli 90+3' |

| Santiago Bernabéu, Madrid Nézőszám: 77 073 Játékvezető: François Letexier (francia) |

| 2025. április 9. 21:00 |

| Barcelona                                  | 4–0               | Borussia Dortmund |
| ------------------------------------------ | ----------------- | ----------------- |
| Raphinha 25' Lewandowski 48' 66' Yamal 77' | (1–0) Jegyzőkönyv |                   |

| Estadi Olímpic Lluís Companys, Barcelona Nézőszám: 49 760 Játékvezető: Espen Eskås (norvég) |

| 2025. április 15. 21:00 |

| Borussia Dortmund               | 3–1               | Barcelona               |
| ------------------------------- | ----------------- | ----------------------- |
| Guirassy 11' (11-esből) 49' 76' | (1–0) Jegyzőkönyv | ben-Szebajni 54' (ö.g.) |

| Signal Iduna Park, Dortmund Játékvezető: Maurizio Mariani (olasz) |

| 2025. április 8. 21:00 |

| Bayern München | 1–2               | Internazionale               |
| -------------- | ----------------- | ---------------------------- |
| Müller 85'     | (0–1) Jegyzőkönyv | L. Martínez 38' Frattesi 88' |

| Allianz Arena, München Nézőszám: 75 000 Játékvezető: Sandro Schärer (svájci) |

| 2025. április 16. 21:00 |

| Internazionale             | 2–2               | Bayern München    |
| -------------------------- | ----------------- | ----------------- |
| L. Martínez 58' Pavard 61' | (0–0) Jegyzőkönyv | Kane 52' Dier 76' |

| San Siro, Milánó Nézőszám: 75 625 Játékvezető: Slavko Vinčić (szlovén) |

## Elődöntők
Az első mérkőzéseket 2025. április 29-én és 30-án, a második mérkőzéseket május 6-án és 7-én játsszák.

### Párosítások
| 1. csapat | Össz.Tooltip Aggregate score | 2. csapat           | 1. mérk. | 2. mérk.   |
| --------- | ---------------------------- | ------------------- | -------- | ---------- |
| Arsenal   | 1–3                          | Paris Saint-Germain | 0–1      | 1–2        |
| Barcelona | 6–7                          | Internazionale      | 3–3      | 3–4 (h.u.) |

### Mérkőzések
| 2025. április 29. 21:00 (20:00 UTC+1) |

| Arsenal | 0–1               | Paris Saint-Germain |
| ------- | ----------------- | ------------------- |
|         | (0–1) Jegyzőkönyv | Dembélé 4'          |

| Emirates Stadion, London Nézőszám: 59 664 Játékvezető: Slavko Vinčić (szlovén) |

| 2025. május 7. 21:00 |

| Paris Saint-Germain   | 2–1               | Arsenal  |
| --------------------- | ----------------- | -------- |
| Fabián 27' Hakimi 72' | (1–0) Jegyzőkönyv | Saka 76' |

| Parc des Princes, Párizs Nézőszám: 47 511 Játékvezető: Felix Zwayer (német) |

| 2025. április 30. 21:00 |

| Barcelona                               | 3–3               | Internazionale             |
| --------------------------------------- | ----------------- | -------------------------- |
| Yamal 24' Torres 38' Sommer 65' (öngól) | (2–2) Jegyzőkönyv | Thuram 1' Dumfries 21' 64' |

| Estadi Olímpic Lluís Companys, Barcelona Nézőszám: 50 314 Játékvezető: Clément Turpin (francia) |

| 2025. május 6. 21:00 |

| Internazionale                                                        | 4–3 (h. u.)                 | Barcelona                        |
| --------------------------------------------------------------------- | --------------------------- | -------------------------------- |
| L. Martínez 21' Çalhanoğlu 45+1' (11-esből) Acerbi 90+3' Frattesi 99' | (2–0, 3–3, 4–3) Jegyzőkönyv | García 54' Olmo 60' Raphinha 87' |

| San Siro, Milánó Nézőszám: 75 504 Játékvezető: Szymon Marciniak (lengyel) |

## Döntő
| 2025. május 31. 21:00 |

| Paris Saint-Germain                                | 5–0               | Internazionale |
| -------------------------------------------------- | ----------------- | -------------- |
| Hakimi 12' Doué 20' 63' Kvarachelia 73' Mayulu 86' | (2–0) Jegyzőkönyv |                |

| Allianz Arena, München Nézőszám: 64 327 Játékvezető: Kovács István (román) |